# Campeonato Mundial Juvenil de Ginástica Rítmica
O Campeonato Mundial Juvenil de Ginástica Rítmica da FIG, é uma competição de ginástica rítmica organizada pela Federação Internacional de Ginástica (FIG).

## História
A edição inaugural foi realizada em Moscou, Rússia, em julho de 2019. Os campeonatos subsequentes serão realizados bianualmente em anos ímpares a partir de 2021.
Em maio de 2020, a FIG anunciou que não haverá Campeonato Mundial Juvenil em 2021 em ginástica artística ou rítmica. O comitê executivo da FIG argumentou que a decisão foi tomada "para evitar sobrecarregar o calendário de 2021". Os próximos Mundiais Juvenis foram realizados em 2023.
Para serem elegíveis para os campeonatos, as meninas devem ter entre 13 e 15 anos de idade.
O programa do mundial juvenil é composto por oito disciplinas, com oito conjuntos de medalhas em jogo.

## Edições
| Ano  | Edição | Cidade sede | País     | Eventos |
| ---- | ------ | ----------- | -------- | ------- |
| 2019 | I      | Moscou      | Rússia   | 8       |
| 2023 | II     | Cluj-Napoca | Roménia  | 8       |
| 2025 | III    | Sófia       | Bulgária |         |
| 2027 | IV     | Cluj-Napoca | Roménia  |         |

## Medalhistas

### Grupos Geral
| Medalhistas Grupos Geral | Medalhistas Grupos Geral | Medalhistas Grupos Geral | Medalhistas Grupos Geral | Medalhistas Grupos Geral |
| ------------------------ | ------------------------ | ------------------------ | ------------------------ | ------------------------ |
| Ano                      | Local                    | Ouro                     | Prata                    | Bronze                   |
| 2019                     | Moscou, Rússia           | Rússia                   | Itália                   | Bielorrússia             |
| 2023                     | Cluj-Napoca, Romênia     | Bulgária                 | Israel                   | Azerbaijão               |
| 2025                     | Sófia, Bulgária          |                          |                          |                          |

### Equipes
| Medalhistas por Equipes | Medalhistas por Equipes | Medalhistas por Equipes | Medalhistas por Equipes | Medalhistas por Equipes |
| ----------------------- | ----------------------- | ----------------------- | ----------------------- | ----------------------- |
| Ano                     | Local                   | Ouro                    | Prata                   | Bronze                  |
| 2019                    | Moscou, Rússia          | Rússia                  | Itália                  | Israel                  |
| 2023                    | Cluj-Napoca, Romênia    | Bulgária                | Israel                  | Roménia                 |
| 2025                    | Sófia, Bulgária         |                         |                         |                         |

### Corda
| Medalhistas Corda | Medalhistas Corda | Medalhistas Corda  | Medalhistas Corda | Medalhistas Corda |
| ----------------- | ----------------- | ------------------ | ----------------- | ----------------- |
| Ano               | Local             | Ouro               | Prata             | Bronze            |
| 2019              | Moscou, Rússia    | Anastasia Simakova | Sofia Raffaeli    | Arzu Jalilova     |

### Arco
| Medalhistas Arco | Medalhistas Arco     | Medalhistas Arco | Medalhistas Arco | Medalhistas Arco      |
| ---------------- | -------------------- | ---------------- | ---------------- | --------------------- |
| Ano              | Local                | Ouro             | Prata            | Bronze                |
| 2023             | Cluj-Napoca, Romênia | Alona Tal Franco | Amalia Lică      | Anastasiya Sarantseva |
| 2025             | Sófia, Bulgária      |                  |                  |                       |

### Bola
| Medalhistas Bola | Medalhistas Bola     | Medalhistas Bola   | Medalhistas Bola | Medalhistas Bola  |
| ---------------- | -------------------- | ------------------ | ---------------- | ----------------- |
| Ano              | Local                | Ouro               | Prata            | Bronze            |
| 2019             | Moscou, Rússia       | Lala Kramarenko    | Arzu Jalilova    | Noga Block        |
| 2023             | Cluj-Napoca, Romênia | Elvira Krasnobaeva | Lada Pusch       | Regina Polishchuk |
| 2025             | Sófia, Bulgária      |                    |                  |                   |

### Maças
| Medalhistas Maças | Medalhistas Maças    | Medalhistas Maças | Medalhistas Maças   | Medalhistas Maças |
| ----------------- | -------------------- | ----------------- | ------------------- | ----------------- |
| Ano               | Local                | Ouro              | Prata               | Bronze            |
| 2019              | Moscou, Rússia       | Lala Kramarenko   | Sofia Raffaeli      | Adi Asya Katz     |
| 2023              | Cluj-Napoca, Romênia | Liliana Lewińska  | Taisiia Onofriichuk | Rin Keys          |
| 2025              | Sófia, Bulgária      |                   |                     |                   |

### Fita
| Medalhistas Fita | Medalhistas Fita     | Medalhistas Fita | Medalhistas Fita | Medalhistas Fita |
| ---------------- | -------------------- | ---------------- | ---------------- | ---------------- |
| Ano              | Local                | Ouro             | Prata            | Bronze           |
| 2019             | Moscou, Rússia       | Dariia Sergaeva  | Adi Asya Katz    | Salma Solaun     |
| 2023             | Cluj-Napoca, Romênia | Liliana Lewińska | Nikol Todorova   | Mishel Nesterova |
| 2025             | Sófia, Bulgária      |                  |                  |                  |

## Quadro geral de medalhas
Última atualização após o Campeonato Mundial Juvenil de 2023.
| Pos.                | País                | Ouro | Prata | Bronze | Total |
| ------------------- | ------------------- | ---- | ----- | ------ | ----- |
| 1                   | Rússia              | 8    | 0     | 0      | 8     |
| 2                   | Israel              | 3    | 3     | 5      | 11    |
| 3                   | Bulgária            | 3    | 3     | 0      | 6     |
| 4                   | Polónia             | 2    | 0     | 0      | 2     |
| 5                   | Itália              | 0    | 5     | 0      | 5     |
| 6                   | Azerbaijão          | 0    | 1     | 3      | 4     |
| 7                   | Bielorrússia        | 0    | 1     | 2      | 3     |
| 8                   | Roménia             | 0    | 1     | 1      | 2     |
| 9                   | Alemanha            | 0    | 1     | 0      | 1     |
| 9                   | Ucrânia             | 0    | 1     | 0      | 1     |
| 11                  | Uzbequistão         | 0    | 0     | 2      | 2     |
| 12                  | Espanha             | 0    | 0     | 1      | 1     |
| 12                  | Estados Unidos      | 0    | 0     | 1      | 1     |
| Total (13 entradas) | Total (13 entradas) | 16   | 16    | 15     | 47    |